# Distretto di Nong Khayang
Il distretto di Nong Khayang (in thailandese: หนองขาหย่าง) è un distretto (amphoe) della Thailandia, situato nella provincia di Uthai Thani.